# Världens säkraste kärnkraftverk
Världens säkraste kärnkraftverk (originaltitel Världens säkraste kärnkraftverk?) är en svensk dokumentärfilm från 2012 i regi av Maj Wechselmann. Filmen skildrar Fukushima-olyckan och hade premiär den 3 februari 2012 på Göteborgs filmfestival. Biopremiären ägde rum 11 januari 2013.